# 今泉 (鎌倉市)
今泉（いまいずみ）は神奈川県鎌倉市の地名。現行行政地名は今泉一丁目から今泉五丁目。住居表示は一丁目から四丁目は実施済み区域、五丁目は未実施区域。

## 地理
鎌倉市の北辺に位置する丘陵地で、鎌倉市の大船地域に属し、北東で横浜市栄区公田町、東で栄区上郷町、南東で鎌倉市二階堂南で今泉台、西で高野・大字大船、北西で岩瀬と接する。
東に長く延びてからに南に「く」の字型に下る形をしており、西側は主に住宅地として利用され、屈曲部付近にはかつて大船方面の田畑の水源地として機能していた散在ヶ池と散在ガ池森林公園に接する鎌倉湖墓苑があり、その東側は山林やゴルフコース等の緑地帯が続く。南西の高野,大船との境界線には六国見山があり、山ノ内の境界線付近にはハイキングコースが設置され、観光地・緑地保全区域としての一面も持つ。
川は砂押川が流れている。

## 歴史
南部側の丘陵地帯である今泉台はかつて今泉の一部だったが高度経済成長期に宅地開発が行われ新興住宅地となった部分は今泉台として分離した。

## 世帯数と人口
2023年（令和5年）9月1日現在（鎌倉市発表）の世帯数と人口は以下の通りである。なお、四丁目、五丁目は秘匿の為、三丁目と合算されている。
| 丁目               | 世帯数  | 人口    |
| ------------------ | ------- | ------- |
| 今泉一丁目         | 205世帯 | 500人   |
| 今泉二丁目         | 339世帯 | 870人   |
| 今泉三丁目〜五丁目 | 256世帯 | 578人   |
| 計                 | 800世帯 | 1,948人 |

### 人口の変遷
国勢調査による人口の推移。
| 年                 | 人口  |
| ------------------ | ----- |
| 1995年（平成7年）  | 2,313 |
| 2000年（平成12年） | 2,176 |
| 2005年（平成17年） | 2,014 |
| 2010年（平成22年） | 1,995 |
| 2015年（平成27年） | 1,991 |
| 2020年（令和2年）  | 1,994 |

### 世帯数の変遷
国勢調査による世帯数の推移。
| 年                 | 世帯数 |
| ------------------ | ------ |
| 1995年（平成7年）  | 809    |
| 2000年（平成12年） | 806    |
| 2005年（平成17年） | 790    |
| 2010年（平成22年） | 791    |
| 2015年（平成27年） | 772    |
| 2020年（令和2年）  | 792    |

## 学区
市立小・中学校に通う場合、学区は以下の通りとなる（2017年7月時点）。
| 丁目       | 番地 | 小学校             | 中学校             |
| ---------- | ---- | ------------------ | ------------------ |
| 今泉一丁目 | 全域 | 鎌倉市立今泉小学校 | 鎌倉市立岩瀬中学校 |
| 今泉二丁目 | 全域 | 鎌倉市立今泉小学校 | 鎌倉市立岩瀬中学校 |
| 今泉三丁目 | 全域 | 鎌倉市立今泉小学校 | 鎌倉市立岩瀬中学校 |
| 今泉四丁目 | 全域 | 鎌倉市立今泉小学校 | 鎌倉市立岩瀬中学校 |
| 今泉五丁目 | 全域 | 鎌倉市立今泉小学校 | 鎌倉市立岩瀬中学校 |

## 事業所
2021年（令和3年）現在の経済センサス調査による事業所数と従業員数は以下の通りである。
| 丁目       | 事業所数 | 従業員数 |
| ---------- | -------- | -------- |
| 今泉一丁目 | 11事業所 | 78人     |
| 今泉二丁目 | 24事業所 | 250人    |
| 今泉三丁目 | 20事業所 | 87人     |
| 今泉四丁目 | 3事業所  | 43人     |
| 今泉五丁目 | 2事業所  | 129人    |
| 計         | 60事業所 | 587人    |

### 事業者数の変遷
経済センサスによる事業所数の推移。
| 年                 | 事業者数 |
| ------------------ | -------- |
| 2016年（平成28年） | 54       |
| 2021年（令和3年）  | 60       |

### 従業員数の変遷
経済センサスによる従業員数の推移。
| 年                 | 従業員数 |
| ------------------ | -------- |
| 2016年（平成28年） | 478      |
| 2021年（令和3年）  | 587      |

## 施設

### 行政施設
- 鎌倉市立今泉小学校
- 鎌倉市今泉クリーンセンター

### 名所・旧跡
- 今泉山称名寺 - 818年建立。かつては今泉内の多くを所有していた
- 白山神社
- 六国見山

## 交通

### 鉄道
- 地域内に駅は無いが、最寄り駅として大船駅（バス利用）、北鎌倉駅がある。

### バス
- 江ノ電バス横浜
  - 湘南営業所

## その他

### 日本郵便
- 郵便番号 : 247-0052[3]（集配局 : 大船郵便局[16]）。